# Murphy Jensen
Murphy Jensen (ur. 30 października 1968 w Ludington) – amerykański tenisista, zwycięzca French Open 1993 w grze podwójnej.

## Kariera tenisowa
Razem ze starszym bratem Lukiem tworzył znaną parę deblową. Bracia Jensenowie cieszyli się popularnością nie tylko dzięki sukcesom na korcie, ale i swojemu charakterystycznemu wizerunkowi długowłosych rockmenów. Często uczestniczyli w specjalnych imprezach dla młodzieży towarzyszących turniejom ATP World Tour (tzw. Kids Days). Jensen jest zawodnikiem leworęcznym, a jego brat nominalnie praworęcznym, ale potrafi także grać lewą ręką.
Murphy Jensen był 10–krotnie mistrzem USA juniorów w deblu w parze z Alem Parkerem i z tym samym partnerem dwukrotnie triumfował w nieoficjalnych mistrzostwach świata juniorów Orange Bowl na Florydzie (1985 w kategorii 16–latków, 1987 18–latków). Później bronił barw University of Southern California i University of Georgia w amerykańskich rozgrywkach akademickich.
W 1991 roku rozpoczął karierę zawodową, również specjalizując się w deblu. W 1992 roku był po raz pierwszy w półfinale turnieju z cyklu ATP World Tour, w Tel Awiwie. Wiosną roku 1993 razem ze swoim bratem zatriumfował w paryskim French Open. Jensenowie w finale pokonali Goellnera i Prinosila 6:4, 6:7, 6:4. Również w 1993 roku byli razem w 3 innych finałach i w klasyfikacji par deblowych zajęli 5. miejsce, co dało im prawo startu w deblowym Tennis Masters Cup. Murphy Jensen w październiku 1993 roku zajmował – najwyższe – 17. miejsce w indywidualnym rankingu gry podwójnej.
W kolejnych latach Jensenowie wygrali razem jeszcze 3 turnieje, po raz ostatni w 1997 roku.
Łącznie na kortach zarobił 681 817 dolarów amerykańskich.

### Finały w turniejach ATP World Tour
| Legenda                                      |
| -------------------------------------------- |
| Wielki Szlem                                 |
| Igrzyska olimpijskie                         |
| Tennis Masters Cup / ATP Finals              |
| ATP Masters Series / ATP Tour Masters 1000   |
| ATP International Series Gold / ATP Tour 500 |
| ATP International Series / ATP Tour 250      |

#### Gra podwójna (4–7)
| Końcowy wynik | Nr | Data                 | Turniej            | Nawierzchnia    | Partner     | Przeciwnicy                        | Wynik finału  |
| ------------- | -- | -------------------- | ------------------ | --------------- | ----------- | ---------------------------------- | ------------- |
| Finalista     | 1. | 16 stycznia 1993     | Sydney             | Twarda          | Luke Jensen | Sandon Stolle Jason Stoltenberg    | 3:6, 4:6      |
| Finalista     | 2. | 23 maja 1993         | Bolonia            | Ceglana         | Luke Jensen | Danie Visser Laurie Warder         | 6:4, 4:6, 4:6 |
| Zwycięzca     | 1. | 5 czerwca 1993       | French Open, Paryż | Ceglana         | Luke Jensen | Marc-Kevin Goellner David Prinosil | 6:4, 6:7, 6:4 |
| Finalista     | 3. | 17 października 1993 | Tokio              | Dywanowa (hala) | Luke Jensen | Grant Connell Patrick Galbraith    | 3:6, 4:6      |
| Finalista     | 4. | 27 lutego 1994       | Meksyk             | Ceglana         | Luke Jensen | Francisco Montana Bryan Shelton    | 3:6, 4:6      |
| Finalista     | 5. | 18 września 1994     | Bogota             | Ceglana         | Luke Jensen | Mark Knowles Daniel Nestor         | 4:6, 6:7      |
| Zwycięzca     | 2. | 25 czerwca 1995      | Nottingham         | Trawiasta       | Luke Jensen | Patrick Galbraith Danie Visser     | 6:3, 5:7, 6:4 |
| Zwycięzca     | 3. | 25 sierpnia 1996     | Long Island        | Twarda          | Luke Jensen | Hendrik Dreekmann Aleksandr Wołkow | 6:3, 7:6      |
| Finalista     | 6. | 11 maja 1997         | Coral Springs      | Ceglana         | Luke Jensen | Dave Randall Greg Van Emburgh      | 7:6, 2:6, 6:7 |
| Finalista     | 7. | 25 maja 1997         | St. Pölten         | Ceglana         | Luke Jensen | Kelly Jones Scott Melville         | 2:6, 6:7      |
| Zwycięzca     | 4. | 20 lipca 1997        | Waszyngton         | Twarda          | Luke Jensen | Neville Godwin Fernon Wibier       | 6:4, 6:4      |